# Clemens Heitmann (Historiker)
Clemens Heitmann (* 1969 in Hamburg) ist ein deutscher Offizier, Historiker und Archivar.

## Leben
Heitmann absolvierte nach seinem Schulabschluss in Hamburg eine Berufsausbildung. 1992 wurde er Offiziersanwärter bei den Feldjägern in seiner Heimatstadt. Im Range eines Hauptmanns schied Heitmann aus dem Heeresdienst der Bundeswehr aus und studierte von 1994 bis 1998 Geschichts-, Wirtschafts- und Sozialwissenschaften sowie Staatsrecht an der Helmut-Schmidt-Universität der Bundeswehr in Hamburg und der Johannes Gutenberg-Universität Mainz. Er schloss mit dem Magister artium ab. 2000 wurde er wissenschaftlicher Mitarbeiter in der Abteilung Forschung des Militärgeschichtlichen Forschungsamts in Potsdam. Zugleich war er geschäftsführender Redakteur der Zeitschrift Militärgeschichte. Im Jahre 2005 wurde er bei Manfred Görtemaker an der Philosophischen Fakultät der Universität Potsdam mit einer Dissertation über Luftschutz und Zivilverteidigung in der DDR zum Dr. phil. promoviert.
Danach absolvierte er die Ausbildung zum gehobenen Archivdienst im Sächsischen Staatsarchiv. Er besuchte die Archivschule Marburg (Mitglied des 43. Fachhochschulkurses 2005–2007), den praktischen Teil absolvierte er am Hauptstaatsarchiv Dresden. Nach dem Abschluss als Diplom-Archivar war Heitmann als Archivar, zuletzt im Sächsischen Staatsarchiv als stellvertretender Leiter der Abteilung Bergarchiv Freiberg tätig. Von 2010 bis 2013 übernahm er als Nachfolger von Martin Böttger die Leitung der Außenstelle Chemnitz des Bundesbeauftragten für die Stasi-Unterlagen (BStU). Von 2017 bis 2019 war Heitmann am Sorbischen Institut tätig. Ab 2019 war er Leiter des Staatsarchivs Meiningen. Im Februar 2024 wechselte Heitmann zum Hauptstaatsarchiv Weimar.
Im November 2011 war Heitmann Gründungsmitglied des Lern- und Gedenkort Kaßberg-Gefängnis e. V. Als erster Vorsitzender des Vereins engagierte er sich für die Einrichtung eines Erinnerungsortes auf dem Areal der vom Freistaat Sachsen zum Verkauf ausgeschriebenen ehemaligen Justizvollzugsanstalt Chemnitz, die auch von der Staatssicherheit genutzt worden war. Nach Ende seiner Amtszeit als Vorsitzender des Lern- und Gedenkorts schied Heitmann 2014 aus dem Vereinsvorstand aus.
Heitmann ist Autor mehrerer Veröffentlichungen zur deutschen Politik- und Gesellschaftsgeschichte des 20. Jahrhunderts.
Er ist Vater von zwei Töchtern.

## Publikationen (Auswahl)
- Schützen und helfen?. Luftschutz und Zivilverteidigung in der DDR 1955 bis 1989/90 (= Militärgeschichte der DDR. Bd. 12). Links, Berlin 2006, ISBN 3-86153-400-2 (= zugl. Dissertation, Universität Potsdam, 2005).
- mit Thomas Schubert (Hrsg.): Der 17. Juni 1953 in Sachsen. Ursachen, Ereignis, Wirkung und Rezeption. Links, Berlin 2013, ISBN 978-3-86153-747-2.
- mit Nancy Aris (Hrsg.): Via Knast in den Westen. Das Kaßberg-Gefängnis und seine Geschichte (= Schriftenreihe des Sächsischen Landesbeauftragten für die Unterlagen des Staatssicherheitsdienstes der Ehemaligen DDR. Bd. 12). Evangelische Verlagsanstalt, Leipzig 2013, ISBN 978-3-374-03010-1.